# Evangelische Pfarrkirche Eferding

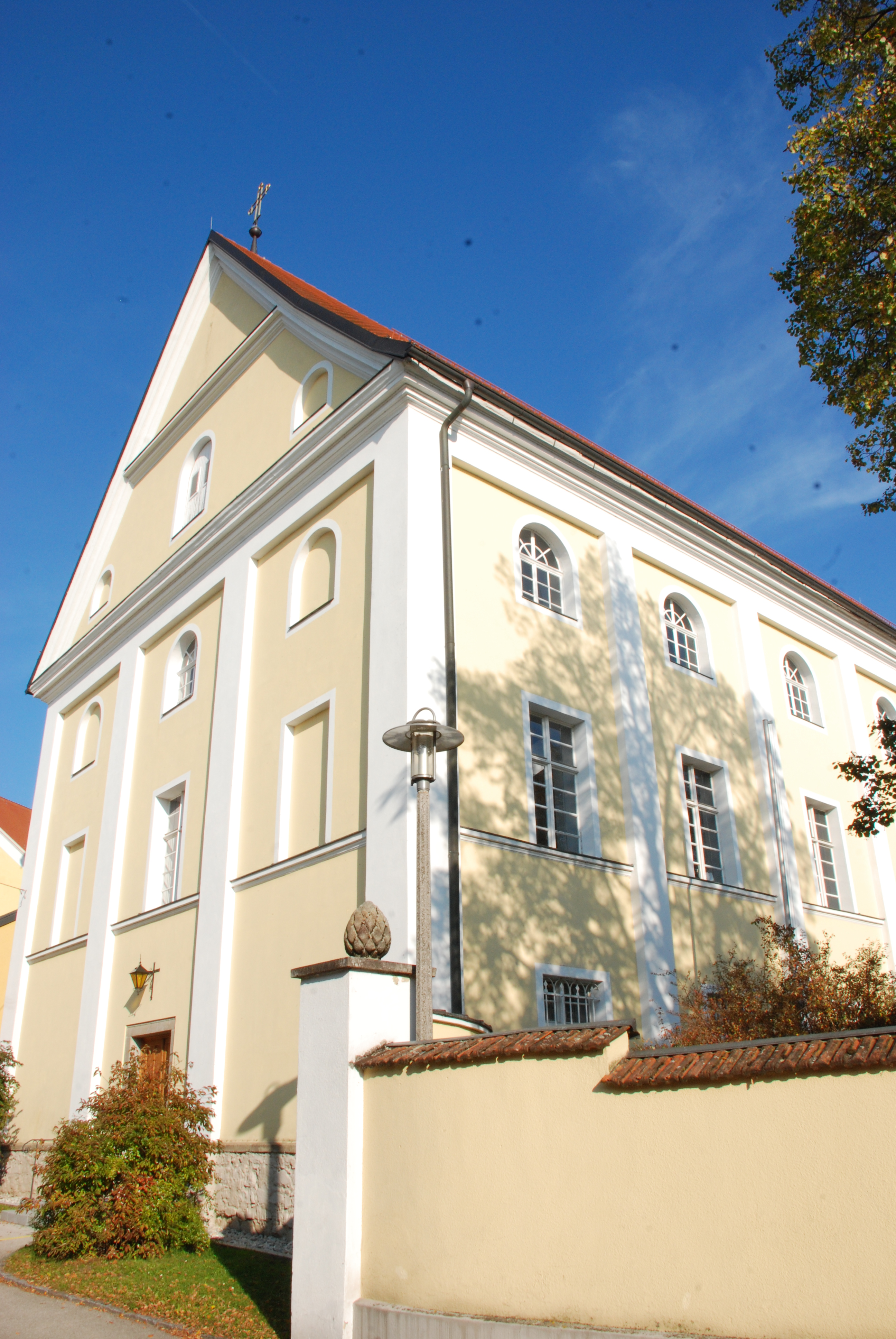
Evangelische Pfarrkirche der Toleranzgemeinde Eferding

Die Evangelische Pfarrkirche Eferding in der Stadtgemeinde Eferding in Oberösterreich stammt aus dem Jahr 1833. Die Pfarrgemeinde ist Teil der Evangelischen Kirche A.B. in Österreich und gehört zur Evangelischen Superintendentur Oberösterreich. Unter dem Titel Evang. Pfarrkirche A.B. steht sie unter Denkmalschutz (Listeneintrag).

## Die evangelische Kirche
Die Kirche wurde in den Jahren 1830–1833 unter Pfarrer Friedrich Traugott Kotschny erbaut und ist eine der seltenen so genannten „Toleranzkirchen“ in ursprünglicher Form. Das Toleranzbethaus durfte nach den damaligen Bauvorschriften von außen kein Erscheinungsbild einer Kirche haben. So ergab sich der dreigeschoßige Bau mit hohen Sprossen-Fenstern, ohne Turm und Glockengeläut. Die Kirche verfügt über einen rechteckigen flachtonnengewölbten, spätklassizistischen Saal. Der Eingang des Gebäudes musste 50 Meter von der Straße entfernt sein.
Erst im Jahr 1956 wurde ein kleines Türmchen mit Geläut geschaffen. 1999 wurde eine neue Orgel mit 18 Registern von Orgelbau Felsberg errichtet. 2001–2002 erfolgte eine Neueindeckung des Kirchendaches. Das Türmchen wurde im Zuge dessen wieder abgetragen und somit zum ursprünglichen Erscheinungsbild zurückgekehrt. 2011 wurde eine Innenrenovierung durchgeführt, die das Ziel hatte, weitestgehend den Charakter des Toleranzbethauses wieder herzustellen.
So wurden etwa im Erdgeschoß Solnhofener–Platten verlegt. Bei der Renovierung wurden Originalplatten aus der Gründungszeit aufgefunden und dann in den Räumen neben und hinter dem Alttar verlegt. Das „Speisgitter“ wurde wieder am ursprünglichen Platz aufgestellt und die Kirchenbänke im Erdgeschoß abgelaugt. Alles Holz ist nach ursprünglicher Rezeptur eingeölt worden. Altar und Kanzel wurden renoviert und teilweise neu vergoldet.

## Geschichte der evangelischen Gemeinde
Von Beginn der Reformation bis zum Oberösterreichischen Bauernkrieg 1626 war Eferding einer der Hauptzentren des Protestantismus in Oberösterreich. Die Eferdinger Geschichte ist eng mit den Grafen von Schaunberg und derer von Starhemberg verbunden. Vor dem Abschluss des Konkordienbuches von 1580 war Eferding unter Rüdiger von Starhemberg auch Sitz einer radikalen lutherischen Richtung, der Flacianer. Nach der blutigen Niederschlagung des von Stefan Fadinger angeführten Bauernaufstandes von 1626 zog die Gegenreformation in der Gegend ein. Im Brennpunkt der Kämpfe musste die Stadt entsetzliche Leiden hinnehmen, ein Großteil der Häuser wurden durch die kriegerischen Handlungen in Schutt und Asche gelegt. Unter der bäuerlichen Bevölkerung lebte der evangelische Glaube dann als Geheimprotestantismus weiter.
Das durch Kaiser Joseph II. erlassene Toleranzpatent von 1781 erlaubte die Wiedererrichtung evangelischer Pfarrgemeinden in den habsburgischen Landen. Im heutigen Österreich wurden bis 1795 insgesamt 48 Toleranzgemeinden geschaffen. In Oberösterreich bildeten sich 9 Toleranzgemeinden, darunter auch Eferding, wo sich 729 Personen aus 190 Familien als „Evangelische“  registrieren ließen. Diese Personenzahl war für eine Konstituierung ausreichend, daher konnte 1783 die evangelische Toleranzgemeinde Eferding gegründet und ein erstes Bethaus errichtet werden.
Das heutige evangelische Kirchengebäude in Eferding wurde am 20. Oktober 1833 (als Toleranzbethaus) eingeweiht. Für die Unterstützung der Errichtung wurde auch in allen Kirchen von Preußen eine Kollekte durchgeführt. In den Jahren 1834 bis 1835 kam ein Pfarrhaus hinzu, eine evangelische Schule erbaute man ab 1848. Als Pfarrer verantwortete Friedrich Traugott Kotschy die Bautätigkeiten. Kotschy wurde der Strömung der Pietisten zugerechnet. 1938 musste die evangelische Schule auf Grund Anordnung vom III. Reich geschlossen werden. 1945 kamen viele  Kriegsflüchtlinge in das Eferdinger Gebiet. 1967 wurde ein neues Pfarrhaus errichtet. 2001 und 2011 wurde die Kirche renoviert. 2018 konnte die Evangelische Pfarrgemeinde A.B. Eferding ihr 235. Gründungsjubiläum feiern.